# Henrik Borgström den yngre
Henrik Borgström, född 8 februari 1830 i Helsingfors, död där 20 maj 1865, var en finländsk nationalekonom och bankman. Han var son till Henrik Borgström den äldre och bror till Leonard Borgström.
Borgström blev 1845 student, tog 1857 juris kandidatexamen och företog därefter utlandsresor. Efter hemkomsten utgav han (1859) skriften Penningeställningen år 1859 och privatbanker, genom vilken han hos allmänheten beredde insteg för den åsikten att metalliskt mynt borde vara det enda lagliga betalningsmedlet och att privata banker borde inrättas i Finland för att främja affärsverksamheten. Han tog initiativet till grundläggandet av Finlands hypoteksförening (1860) och Föreningsbanken i Finland (1862). Han var vid sin död direktör för det senare företaget.
Borgström utövade även ett betydelsefullt inflytande i politisk riktning inom de kretsar, som arbetade på att länka Finlands utveckling in på friare banor. Under den opinionsrörelse, som föranleddes genom utskottsmanifestet 10 april 1861, var han den medelpunkt, kring vilken man samlade sig. Han avled genom en olyckshändelse.